# Setenil de las Bodegas
Setenil de las Bodegas és una localitat de la província de Cadis, Andalusia, Espanya. El seu entramat urbà fou declarat conjunt històric i el seu centre està encastat en el tall format pel riu Guadalporcún al seu pas per la ciutat.